# Czyrwony Sciah (stacja kolejowa)
Czyrwony Sciah (biał. Чырвоны Сцяг, ros. Красное Знамя, Чирвоный Стяг) – stacja kolejowa w miejscowości Akciabrski (hist. Plissa Mała), w rejonie smolewickim, w obwodzie mińskim, na Białorusi. Leży na linii Moskwa - Mińsk - Brześć.